# Circuito Mundial Masculino de Surfe
Circuito Mundial Masculino de Surfe (em inglês: WSL Men's Championship Tour, World Men's Championship Tour, WCT, ASP World Tour) é uma competição internacional de surfe profissional organizado anualmente pela Liga Mundial de Surfe (em inglês: World Surf League, WSL) e é uma liga profissional de surfe. Era organizada pela Associação dos Surfistas Profissionais (em inglês: Association of Surfing Professionals, ASP). Corresponde à divisão de elite mundial e começou em 1992, quando a ASP decidiu dividir o Circuito Mundial em duas divisões: WCT e WQS. O australiano Peter Townend foi o primeiro a vencer a competição, quando este já era unificado, em 1976.

## Regulamento
No WCT competem apenas os 36 melhores surfistas do mundo, seguindo este critério de classificação:
- Os 22 primeiros colocados no ranking ao fim da temporada asseguram a permanência para o ano seguinte.
- 2 surfistas recebem os “injury card”, ou seja, convites, por terem se machucado e, com isso, terem ficado de fora de algumas etapas.
- 10 surfistas se classificam através do ranking do circuito acesso, o WQS.
- 2 surfistas locais são convidados através do "wild card".

Durante alguns anos, foi criada a "Etapa Móvel", em que um ex-militar francês viaja o mundo todo em busca de ondas perfeitas; a que ele selecionar, irá ser uma atração do WCT, mas só em uma temporada. Para 2007 foi escolhida Arica, no Chile.

## Campeões
| Ano                                         | Nome                                    |                                         |
| ------------------------------------------- | --------------------------------------- | --------------------------------------- |
| ISF World Surfing Championships             |                                         |                                         |
| 1964                                        | Midget Farrelly                         |                                         |
| 1965                                        | Felipe Pomar                            |                                         |
| 1966                                        | Nat Young                               |                                         |
| 1967                                        | —                                       | —                                       |
| 1968                                        | Fred Hemmings                           |                                         |
| 1969                                        | —                                       | —                                       |
| 1970                                        | Rolf Aurness                            |                                         |
| 1971                                        | —                                       | —                                       |
| 1972                                        | James Blears                            |                                         |
| Smirnoff World Pro-Am Surfing Championships |                                         |                                         |
| 1973                                        | Ian Cairns                              |                                         |
| 1974                                        | Reno Abellira                           |                                         |
| 1975                                        | Mark Richards                           |                                         |
| IPS World Circuit                           |                                         |                                         |
| 1976                                        | Peter Townend                           |                                         |
| 1977                                        | Shaun Tomson                            |                                         |
| 1978                                        | Wayne Bartholomew                       |                                         |
| 1979                                        | Mark Richards                           |                                         |
| 1980                                        | Mark Richards                           |                                         |
| 1981                                        | Mark Richards                           |                                         |
| 1982                                        | Mark Richards                           |                                         |
| ASP World Tour                              |                                         |                                         |
| 1983                                        | Tom Carroll                             |                                         |
| 1984                                        | Tom Carroll                             |                                         |
| 1985                                        | Tom Curren                              |                                         |
| 1986                                        | Tom Curren                              |                                         |
| 1987                                        | Damien Hardman                          |                                         |
| 1988                                        | Barton Lynch                            |                                         |
| 1989                                        | Martin Potter                           |                                         |
| 1990                                        | Tom Curren                              |                                         |
| 1991                                        | Damien Hardman                          |                                         |
| 1992                                        | Kelly Slater                            |                                         |
| 1993                                        | Derek Ho                                |                                         |
| 1994                                        | Kelly Slater                            |                                         |
| 1995                                        | Kelly Slater                            |                                         |
| 1996                                        | Kelly Slater                            |                                         |
| 1997                                        | Kelly Slater                            |                                         |
| 1998                                        | Kelly Slater                            |                                         |
| 1999                                        | Mark Occhilupo                          |                                         |
| 2000                                        | Sunny Garcia                            |                                         |
| 2001                                        | C.J. Hobgood                            |                                         |
| 2002                                        | Andy Irons                              |                                         |
| 2003                                        | Andy Irons                              |                                         |
| 2004                                        | Andy Irons                              |                                         |
| 2005                                        | Kelly Slater                            |                                         |
| 2006                                        | Kelly Slater                            |                                         |
| 2007                                        | Mick Fanning                            |                                         |
| 2008                                        | Kelly Slater                            |                                         |
| 2009                                        | Mick Fanning                            |                                         |
| 2010                                        | Kelly Slater                            |                                         |
| 2011                                        | Kelly Slater                            |                                         |
| 2012                                        | Joel Parkinson                          |                                         |
| 2013                                        | Mick Fanning                            |                                         |
| 2014                                        | Gabriel Medina                          |                                         |
| World Men's Championship Tour               |                                         |                                         |
| 2015                                        | Adriano de Souza                        |                                         |
| 2016                                        | John John Florence                      |                                         |
| 2017                                        | John John Florence                      |                                         |
| 2018                                        | Gabriel Medina                          |                                         |
| 2019                                        | Ítalo Ferreira                          |                                         |
| 2020                                        | Cancelado devido a pandemia de COVID-19 | Cancelado devido a pandemia de COVID-19 |
| 2021                                        | Gabriel Medina                          |                                         |
| 2022                                        | Filipe Toledo                           |                                         |
| 2023                                        | Filipe Toledo                           |                                         |
| 2024                                        | John John Florence                      |                                         |

| Títulos | Surfista           |
| ------- | ------------------ |
| 11      | Kelly Slater       |
| 5       | Mark Richards      |
| 3       | Tom Curren         |
| 3       | Andy Irons         |
| 3       | Mick Fanning       |
| 3       | Gabriel Medina     |
| 3       | John John Florence |
| 2       | Tom Carroll        |
| 2       | Damien Hardman     |
| 2       | Filipe Toledo      |
| 1       | Midget Farrelly    |
| 1       | Felipe Pomar       |
| 1       | Nat Young          |
| 1       | Fred Hemmings      |
| 1       | Rolf Aurness       |
| 1       | James Blears       |
| 1       | Ian Cairns         |
| 1       | Reno Abellira      |
| 1       | Peter Townend      |
| 1       | Shaun Tomson       |
| 1       | Wayne Bartholomew  |
| 1       | Barton Lynch       |
| 1       | Martin Potter      |
| 1       | Derek Ho           |
| 1       | Mark Occhilupo     |
| 1       | Sunny Garcia       |
| 1       | C.J. Hobgood       |
| 1       | Joel Parkinson     |
| 1       | Adriano de Souza   |
| 1       | Ítalo Ferreira     |

| País           | Títulos |
| -------------- | ------- |
| Austrália      | 20      |
| Estados Unidos | 17      |
| Havaí          | 10      |
| Brasil         | 7       |
| Peru           | 1       |
| África do Sul  | 1       |
| Reino Unido    | 1       |

| Continentes      | Títulos |
| ---------------- | ------- |
| América do Norte | 27      |
| Oceania          | 20      |
| América do Sul   | 8       |
| África           | 1       |
| Europa           | 1       |

## Etapas
Em 1989, o Circuito Mundial chegou a ter um recorde de 25 etapas na temporada. Nesse período entre 1984 e 1991, a possibilidade de vitórias era maior com o circuito tendo entre 17 e 25 provas por ano.
O recorde de vitórias em uma única temporada pertence a Kelly Slater e ao tricampeão mundial Tom Curren. Os dois americanos conquistaram 7 etapas em um único ano, sendo que Slater conseguiu com 14 provas (1996) e Curren, com 21 (1990).
O melhor percentual de vitórias conquistadas em uma única temporada até hoje foi em 2008. Foi quando Kelly conseguiu vencer 6 das 11 etapas para se tornar eneacampeão mundial de surfe.

### Maiores vencedores
| Vitórias | Surfista       |
| -------- | -------------- |
| 56       | Kelly Slater   |
| 33       | Tom Curren     |
| 26       | Tom Carroll    |
| 22       | Mick Fanning   |
| 20       | Andy Irons     |
| 19       | Damien Hardman |
| 18       | Gabriel Medina |
| 18       | Filipe Toledo  |
| 17       | Mark Richards  |
| 17       | Barton Lynch   |
| 16       | Martin Potter  |
| 12       | Shaun Tomson   |
| 12       | Cheyne Horan   |
| 12       | Mark Occhilupo |
| 12       | Joel Parkinson |

### Vitórias Brasileiras no Masculino
Os brasileiros sempre estiveram marcando presença no Circuito Mundial de Surf. Mas até 1989, no Circuito Masculino, o Brasil só tinha duas vitórias em etapas do circuito, as duas no Arpoador, no Rio de Janeiro, no Waimea 5000, competição pioneira em levar os maiores surfistas do mundo ao Brasil, que fazia parte do circuito mundial organizado na época pela International Professional Surfing (IPS).
É nos Anos 1990, com uma nova geração de surfistas brazucas que as vitórias começam a acontecer com mais frequência. A maior sequência de vitórias acontece nos Anos 2010, com o estouro do que o circuito mundial batizou como Brazilian Storm (a Tempestade Brasileira), eclodindo no título mundial de Gabriel Medina em 2014, seguido pelo título de Adriano de Souza, o Mineirinho, em 2015, temporada que teve vitórias brasileiras em 6 etapas do circuito.
| Nº                            | Ano  | Nome             | Local                 |
| ----------------------------- | ---- | ---------------- | --------------------- |
| IPS World Circuit             |      |                  |                       |
| 1                             | 1976 | Pepê Lopes       | Arpoador (RJ)         |
| 2                             | 1977 | Daniel Friedmann | Arpoador (RJ)         |
| ASP World Tour                |      |                  |                       |
| 3                             | 1990 | Fábio Gouveia    | Pitangueiras (SP)     |
| 4                             | 1991 | Fábio Gouveia    | Biarritz              |
| 5                             | 1991 | Teco Padaratz    | Barra da Tijuca (RJ)  |
| 6                             | 1991 | Fábio Gouveia    | Sunset Beach          |
| 7                             | 1992 | Fábio Gouveia    | Chiba                 |
| 8                             | 1994 | Teco Padaratz    | Soorts-Hossegor       |
| 9                             | 1994 | Ricardo Tatuí    | Biarritz              |
| 10                            | 1995 | Victor Ribas     | Lacanau               |
| 11                            | 1998 | Peterson Rosa    | Barra da Tijuca (RJ)  |
| 12                            | 1999 | Neco Padaratz    | Huntington Beach      |
| 13                            | 2002 | Neco Padaratz    | Soorts-Hossegor       |
| 14                            | 2008 | Bruno Santos     | Teahupo'o             |
| 15                            | 2009 | Adriano de Souza | Mundaca               |
| 16                            | 2010 | Jadson André     | Imbituba (SC)         |
| 17                            | 2011 | Adriano de Souza | Barra da Tijuca (RJ)  |
| 18                            | 2011 | Gabriel Medina   | Soorts-Hossegor       |
| 19                            | 2011 | Adriano de Souza | Peniche               |
| 20                            | 2011 | Gabriel Medina   | San Francisco         |
| 21                            | 2013 | Adriano de Souza | Bells Beach           |
| 22                            | 2014 | Gabriel Medina   | Queensland            |
| 23                            | 2014 | Gabriel Medina   | Tavarua               |
| 24                            | 2014 | Gabriel Medina   | Teahupo'o             |
| World Men's Championship Tour |      |                  |                       |
| 25                            | 2015 | Filipe Toledo    | Queensland            |
| 26                            | 2015 | Adriano de Souza | Margaret River        |
| 27                            | 2015 | Filipe Toledo    | Barra da Tijuca (RJ)  |
| 28                            | 2015 | Gabriel Medina   | Soorts-Hossegor       |
| 29                            | 2015 | Filipe Toledo    | Peniche               |
| 30                            | 2015 | Adriano de Souza | Banzai Pipeline       |
| 31                            | 2016 | Gabriel Medina   | Tavarua               |
| 32                            | 2017 | Adriano de Souza | Saquarema (RJ)        |
| 33                            | 2017 | Filipe Toledo    | Baía de Jeffreys      |
| 34                            | 2017 | Filipe Toledo    | Trestles              |
| 35                            | 2017 | Gabriel Medina   | Soorts-Hossegor       |
| 36                            | 2017 | Gabriel Medina   | Peniche               |
| 37                            | 2018 | Ítalo Ferreira   | Bells Beach           |
| 38                            | 2018 | Filipe Toledo    | Saquarema (RJ)        |
| 39                            | 2018 | Ítalo Ferreira   | Bali                  |
| 40                            | 2018 | Willian Cardoso  | Bali                  |
| 41                            | 2018 | Filipe Toledo    | Baía de Jeffreys      |
| 42                            | 2018 | Gabriel Medina   | Teahupo'o             |
| 43                            | 2018 | Gabriel Medina   | Califórnia            |
| 44                            | 2018 | Ítalo Ferreira   | Peniche               |
| 45                            | 2018 | Gabriel Medina   | Banzai Pipeline       |
| 46                            | 2019 | Ítalo Ferreira   | Queensland            |
| 47                            | 2019 | Filipe Toledo    | Saquarema (RJ)        |
| 48                            | 2019 | Gabriel Medina   | Baía de Jeffreys      |
| 49                            | 2019 | Gabriel Medina   | Califórnia            |
| 50                            | 2019 | Ítalo Ferreira   | Peniche               |
| 51                            | 2019 | Ítalo Ferreira   | Banzai Pipeline       |
| 52                            | 2021 | Ítalo Ferreira   | Newcastle             |
| 53                            | 2021 | Gabriel Medina   | North Narrabeen       |
| 54                            | 2021 | Filipe Toledo    | Margaret River        |
| 55                            | 2021 | Gabriel Medina   | Rottnest Island       |
| 56                            | 2021 | Filipe Toledo    | Califórnia            |
| 57                            | 2021 | Gabriel Medina   | Trestles (WSL Finals) |
| 58                            | 2022 | Filipe Toledo    | Bells Beach           |
| 59                            | 2022 | Filipe Toledo    | Saquarema (RJ)        |
| 60                            | 2022 | Miguel Pupo      | Teahupo'o             |
| 61                            | 2022 | Filipe Toledo    | Trestles (WSL Finals) |
| 62                            | 2023 | Filipe Toledo    | Sunset Beach          |
| 63                            | 2023 | João Chianca     | Peniche               |
| 64                            | 2023 | Gabriel Medina   | Margaret River        |
| 65                            | 2023 | Filipe Toledo    | El Salvador           |
| 66                            | 2023 | Yago Dora        | Saquarema (RJ)        |
| 67                            | 2023 | Filipe Toledo    | Baía de Jeffreys      |
| 68                            | 2023 | Filipe Toledo    | Trestles (WSL Finals) |
| 69                            | 2024 | Ítalo Ferreira   | Teahupo'o             |
| 70                            | 2024 | Ítalo Ferreira   | Saquarema (RJ)        |
| 71                            | 2025 | Ítalo Ferreira   | Abu Dhabi             |
| 72                            | 2025 | Yago Dora        | Peniche               |
| 73                            | 2025 | Filipe Toledo    | Queensland            |
| 74                            | 2025 | Yago Dora        | Trestles              |

| Vitórias | Surfista         |
| -------- | ---------------- |
| 18       | Gabriel Medina   |
| 18       | Filipe Toledo    |
| 10       | Ítalo Ferreira   |
| 7        | Adriano de Souza |
| 4        | Fábio Gouveia    |
| 3        | Yago Dora        |
| 2        | Teco Padaratz    |
| 2        | Neco Padaratz    |
| 1        | Pepê Lopes       |
| 1        | Daniel Friedmann |
| 1        | Ricardo Tatuí    |
| 1        | Victor Ribas     |
| 1        | Peterson Rosa    |
| 1        | Bruno Santos     |
| 1        | Jadson André     |
| 1        | Willian Cardoso  |
| 1        | Miguel Pupo      |
| 1        | João Chianca     |

| Vitórias | Estado              |
| -------- | ------------------- |
| 44       | São Paulo           |
| 11       | Rio Grande do Norte |
| 8        | Santa Catarina      |
| 6        | Rio de Janeiro      |
| 4        | Paraíba             |
| 1        | Paraná              |

| Vitórias | Região       |
| -------- | ------------ |
| 50       | Sudeste      |
| 15       | Nordeste     |
| 9        | Sul          |
| 0        | Norte        |
| 0        | Centro-oeste |

### Etapas brasileiras

#### Anos
| Ano                           | Nome               | Local                     |
| ----------------------------- | ------------------ | ------------------------- |
| IPS World Circuit             |                    |                           |
| 1976                          | Pepê Lopes         | Arpoador, Rio (RJ)        |
| 1977                          | Daniel Friedmann   | Arpoador, Rio (RJ)        |
| 1978                          | Cheyne Horan       | Arpoador, Rio (RJ)        |
| 1980                          | Joey Buran         | Arpoador, Rio (RJ)        |
| 1981                          | Cheyne Horan       | Barra da Tijuca, Rio (RJ) |
| 1982                          | Terry Richardson   | Arpoador, Rio (RJ)        |
| ASP World Tour                |                    |                           |
| 1986                          | Dave Macaulay      | Joaquina (SC)             |
| 1987                          | Tom Carroll        | Joaquina (SC)             |
| 1988                          | Damien Hardman     | Itamambuca (SP)           |
| 1988                          | Tom Carroll        | Joaquina (SC)             |
| 1988                          | Dave Macaulay      | Barra da Tijuca, Rio (RJ) |
| 1989                          | Dave Macaulay      | Barra da Tijuca, Rio (RJ) |
| 1989                          | Glen Winton        | Joaquina (SC)             |
| 1990                          | Fábio Gouveia      | Pitangueiras (SP)         |
| 1990                          | Brad Gerlach       | Barra da Tijuca, Rio (RJ) |
| 1991                          | Nicky Wood         | Pitangueiras (SP)         |
| 1991                          | Flávio Padaratz    | Barra da Tijuca, Rio (RJ) |
| 1992                          | Damien Hardman     | Barra da Tijuca, Rio (RJ) |
| 1993                          | Dave Macaulay      | Barra da Tijuca, Rio (RJ) |
| 1994                          | Shane Powell       | Barra da Tijuca, Rio (RJ) |
| 1995                          | Barton Lynch       | Barra da Tijuca, Rio (RJ) |
| 1996                          | Taylor Knox        | Barra da Tijuca, Rio (RJ) |
| 1997                          | Kelly Slater       | Barra da Tijuca, Rio (RJ) |
| 1998                          | Peterson Rosa      | Barra da Tijuca, Rio (RJ) |
| 1999                          | Taj Burrow         | Barra da Tijuca, Rio (RJ) |
| 2000                          | Kalani Robb        | Barra da Tijuca, Rio (RJ) |
| 2001                          | Trent Munro        | Arpoador, Rio (RJ)        |
| 2002                          | Taj Burrow         | Saquarema (RJ)            |
| 2003                          | Kelly Slater       | Imbituba (SC)             |
| 2004                          | Taj Burrow         | Imbituba (SC)             |
| 2005                          | Damien Hobgood     | Imbituba (SC)             |
| 2006                          | Mick Fanning       | Imbituba (SC)             |
| 2007                          | Mick Fanning       | Imbituba (SC)             |
| 2008                          | Bede Durbidge      | Imbituba (SC)             |
| 2009                          | Kelly Slater       | Imbituba (SC)             |
| 2010                          | Jadson André       | Imbituba (SC)             |
| 2011                          | Adriano de Souza   | Barra da Tijuca, Rio (RJ) |
| 2012                          | John John Florence | Barra da Tijuca, Rio (RJ) |
| 2013                          | Jordy Smith        | Barra da Tijuca, Rio (RJ) |
| 2014                          | Michel Bourez      | Barra da Tijuca, Rio (RJ) |
| World Men's Championship Tour |                    |                           |
| 2015                          | Filipe Toledo      | Barra da Tijuca, Rio (RJ) |
| 2016                          | John John Florence | Barra da Tijuca, Rio (RJ) |
| 2017                          | Adriano de Souza   | Saquarema (RJ)            |
| 2018                          | Filipe Toledo      | Saquarema (RJ)            |
| 2019                          | Filipe Toledo      | Saquarema (RJ)            |
| 2022                          | Filipe Toledo      | Saquarema (RJ)            |
| 2023                          | Yago Dora          | Saquarema (RJ)            |
| 2024                          | Ítalo Ferreira     | Saquarema (RJ)            |
| 2025                          | Cole Houshmand     | Saquarema (RJ)            |

| Títulos | Surfista           |
| ------- | ------------------ |
| 4       | Filipe Toledo      |
| 4       | Dave Macaulay      |
| 3       | Kelly Slater       |
| 3       | Taj Burrow         |
| 2       | John John Florence |
| 2       | Adriano de Souza   |
| 2       | Mick Fanning       |
| 2       | Tom Carroll        |
| 2       | Cheyne Horan       |
| 2       | Damien Hardman     |
| 1       | Pepê Lopes         |
| 1       | Daniel Friedmann   |
| 1       | Joey Buran         |
| 1       | Terry Richardson   |
| 1       | Nicky Wood         |
| 1       | Glen Winton        |
| 1       | Fábio Gouveia      |
| 1       | Brad Gerlach       |
| 1       | Flávio Padaratz    |
| 1       | Shane Powell       |
| 1       | Barton Lynch       |
| 1       | Taylor Knox        |
| 1       | Peterson Rosa      |
| 1       | Kalani Robb        |
| 1       | Trent Munro        |
| 1       | Damien Hobgood     |
| 1       | Bede Durbidge      |
| 1       | Jadson André       |
| 1       | Jordy Smith        |
| 1       | Michel Bourez      |
| 1       | Yago Dora          |
| 1       | Ítalo Ferreira     |
| 1       | Cole Houshmand     |

| País               | Títulos |
| ------------------ | ------- |
| Austrália          | 22      |
| Brasil             | 14      |
| Estados Unidos     | 8       |
| Havaí              | 3       |
| África do Sul      | 1       |
| Polinésia Francesa | 1       |

| Continentes      | Títulos |
| ---------------- | ------- |
| Oceania          | 23      |
| América do Sul   | 14      |
| América do Norte | 11      |
| África           | 1       |

## Campeões doWorld Junior Championship(WJC)
| Ano  | Nome                                    |                                         |
| ---- | --------------------------------------- | --------------------------------------- |
| 1998 | Andy Irons                              |                                         |
| 1999 | Joel Parkinson                          |                                         |
| 2000 | Pedro Henrique                          |                                         |
| 2001 | Joel Parkinson                          |                                         |
| 2002 | —                                       | —                                       |
| 2003 | Adriano de Souza                        |                                         |
| 2004 | Pablo Paulino                           |                                         |
| 2005 | Kekoa Bacalso                           |                                         |
| 2006 | Jordy Smith                             |                                         |
| 2007 | Pablo Paulino                           |                                         |
| 2008 | Kai Barger                              |                                         |
| 2009 | Maxime Huscenot                         |                                         |
| 2010 | Jack Freestone                          |                                         |
| 2011 | Caio Ibelli                             |                                         |
| 2012 | Jack Freestone                          |                                         |
| 2013 | Gabriel Medina                          |                                         |
| 2014 | Vasco Ribeiro                           |                                         |
| 2015 | Lucas Silveira                          |                                         |
| 2016 | Ethan Ewing                             |                                         |
| 2017 | Finn McGill                             |                                         |
| 2018 | Mateus Herdy                            |                                         |
| 2019 | Lucas Vicente                           |                                         |
| 2020 | Cancelado devido a pandemia de COVID-19 | Cancelado devido a pandemia de COVID-19 |
| 2021 | Cancelado devido a pandemia de COVID-19 | Cancelado devido a pandemia de COVID-19 |
| 2022 | Jarvis Earle                            |                                         |
| 2023 | Jett Schilling                          |                                         |
| 2024 | Bronson Meydi                           |                                         |

| Títulos | Surfista         |
| ------- | ---------------- |
| 2       | Joel Parkinson   |
| 2       | Pablo Paulino    |
| 2       | Jack Freestone   |
| 1       | Andy Irons       |
| 1       | Pedro Henrique   |
| 1       | Adriano de Souza |
| 1       | Kekoa Bacalso    |
| 1       | Jordy Smith      |
| 1       | Kai Barger       |
| 1       | Maxime Huscenot  |
| 1       | Caio Ibelli      |
| 1       | Gabriel Medina   |
| 1       | Vasco Ribeiro    |
| 1       | Lucas Silveira   |
| 1       | Ethan Ewing      |
| 1       | Finn McGill      |
| 1       | Mateus Herdy     |
| 1       | Lucas Vicente    |
| 1       | Jarvis Earle     |
| 1       | Jett Schilling   |
| 1       | Bronson Meydi    |

| País           | Títulos |
| -------------- | ------- |
| Brasil         | 9       |
| Austrália      | 6       |
| Havaí          | 4       |
| África do Sul  | 1       |
| França         | 1       |
| Portugal       | 1       |
| Estados Unidos | 1       |
| Indonésia      | 1       |

| Continentes      | Títulos |
| ---------------- | ------- |
| América do Sul   | 9       |
| Oceania          | 6       |
| América do Norte | 5       |
| Europa           | 2       |
| África           | 1       |
| Ásia             | 1       |

## Campeões doWorld Longboard Tour(WLT)
| Ano  | Nome                                    |                                         |
| ---- | --------------------------------------- | --------------------------------------- |
| 1986 | Nat Young                               |                                         |
| 1987 | Stuart Entwistle                        |                                         |
| 1988 | Nat Young                               |                                         |
| 1989 | Nat Young                               |                                         |
| 1990 | Nat Young                               |                                         |
| 1991 | Martin McMillan                         |                                         |
| 1992 | Joey Hawkins                            |                                         |
| 1993 | Rusty Keaulana                          |                                         |
| 1994 | Rusty Keaulana                          |                                         |
| 1995 | Rusty Keaulana                          |                                         |
| 1996 | Bonga Perkins                           |                                         |
| 1997 | Dino Miranda                            |                                         |
| 1998 | Joel Tudor                              |                                         |
| 1999 | Colin McPhillips                        |                                         |
| 2000 | Beau Young                              |                                         |
| 2001 | Colin McPhillips                        |                                         |
| 2002 | Colin McPhillips                        |                                         |
| 2003 | Beau Young                              |                                         |
| 2004 | Joel Tudor                              |                                         |
| 2005 | —                                       | —                                       |
| 2006 | Josh Constable                          |                                         |
| 2007 | Phil Rajzman                            |                                         |
| 2008 | Bonga Perkins                           |                                         |
| 2009 | Harley Ingleby                          |                                         |
| 2010 | Duane DeSoto                            |                                         |
| 2011 | Taylor Jensen                           |                                         |
| 2012 | Taylor Jensen                           |                                         |
| 2013 | Piccolo Clemente                        |                                         |
| 2014 | Harley Ingleby                          |                                         |
| 2015 | Piccolo Clemente                        |                                         |
| 2016 | Phil Rajzman                            |                                         |
| 2017 | Taylor Jensen                           |                                         |
| 2018 | Steven Sawyer                           |                                         |
| 2019 | Justin Quintal                          |                                         |
| 2020 | Cancelado devido a pandemia de COVID-19 | Cancelado devido a pandemia de COVID-19 |
| 2021 | Joel Tudor                              |                                         |
| 2022 | Harrison Roach                          |                                         |
| 2023 | Kai Sallas                              |                                         |
| 2024 | Taylor Jensen                           |                                         |

| Títulos | Surfista         |
| ------- | ---------------- |
| 4       | Nat Young        |
| 4       | Taylor Jensen    |
| 3       | Rusty Keaulana   |
| 3       | Colin McPhillips |
| 3       | Joel Tudor       |
| 2       | Phil Rajzman     |
| 2       | Beau Young       |
| 2       | Bonga Perkins    |
| 2       | Harley Ingleby   |
| 2       | Piccolo Clemente |
| 1       | Stuart Entwistle |
| 1       | Martin McMillan  |
| 1       | Joey Hawkins     |
| 1       | Dino Miranda     |
| 1       | Josh Constable   |
| 1       | Duane DeSoto     |
| 1       | Steven Sawyer    |
| 1       | Justin Quintal   |
| 1       | Harrison Roach   |
| 1       | Kai Sallas       |

| País           | Títulos |
| -------------- | ------- |
| Austrália      | 12      |
| Estados Unidos | 12      |
| Havaí          | 8       |
| Peru           | 2       |
| Brasil         | 2       |
| África do Sul  | 1       |

| Continentes      | Títulos |
| ---------------- | ------- |
| América do Norte | 20      |
| Oceania          | 12      |
| América do Sul   | 4       |
| África           | 1       |

## Campeões doBig Wave Tour(BWT)
| Ano  | Nome             |
| ---- | ---------------- |
| 2009 | Carlos Burle     |
| 2010 | Jamie Sterling   |
| 2011 | Peter Mel        |
| 2012 | Greg Long        |
| 2013 | Grant Baker      |
| 2014 | Makuakai Rothman |
| 2015 | Greg Long        |
| 2016 | Grant Baker      |
| 2017 | Billy Kemper     |
| 2018 | Grant Baker      |

| Títulos | Surfista         |
| ------- | ---------------- |
| 3       | Grant Baker      |
| 2       | Greg Long        |
| 1       | Carlos Burle     |
| 1       | Jamie Sterling   |
| 1       | Peter Mel        |
| 1       | Makuakai Rothman |
| 1       | Billy Kemper     |

| País           | Títulos |
| -------------- | ------- |
| Havaí          | 3       |
| Estados Unidos | 3       |
| África do Sul  | 3       |
| Brasil         | 1       |

| Continentes      | Títulos |
| ---------------- | ------- |
| América do Norte | 6       |
| África           | 3       |
| América do Sul   | 1       |